# Панцир (фільм)
«Панцир» — радянський художній фільм 1990 року, знятий режисером Ігорем Алімпієвим на кіностудії «Ленфільм».

## Сюжет
Ангели спостерігають за тисячами людей і здатні не тільки бачити, а й сприймати потаємні думки та почуття. Сон і дійсність під їхнім поглядом нерозрізнені. Сон вабить тим, що в ньому можна літати; це, втім, обман: сон сковує тіло, бере в полон нерухомості. Наяву ж можна тільки імітувати політ, можна танцювати, можна танцювати без одягу, можна навіть танцювати на даху, але все одно нікуди не подітися від відчуття тяжкості в ногах. Мабуть, найлегше літати в наркотичній відключці, але потім це перестає допомагати, навіть якщо відкрити газ.

## У ролях
- Петро Кожевников — Олег
- Олександр Спорихін — Саня
- Анна Пермінова — Оля
- Віктор Семеновський — батько Сані
- Ольга Яковлєва — Віка
- Сергій Ерденко — Яша, скрипаль, бухгалтер
- П. Кеменов — роль другого плану
- Ольга Самошина — Люба, дружина Яші
- Юрій Стоянов — Рома, підприємець на Невському
- Володимир Єрмілов — міліціонер
- Олексій Семенов — паталогоанатом
- Анатолій Петров — роль другого плану
- С. Трифілов — роль другого плану
- Сергій Добротворський — роль другого плану
- Галина Мамчистова — мати Олега
- Л. Іванова — епізод
- Віра Улик — бабуся Яші
- Ірина Матвєєва — епізод
- А. Воробець — епізод
- Володимир Рекшан — епізод

## Знімальна група
- Режисер — Ігор Алімпієв
- Сценаристи — Ігор Алімпієв, Петро Кожевников
- Оператор — Володимир Ільїн
- Композитор — Алан Хованес
- Художник — Лариса Шилова